# 黑山镇 (巴彦县)
黑山镇是中国黑龙江省哈尔滨市巴彦县下辖的一个镇，位于巴彦县东北部。
黑山镇地处小兴安岭余脉的老黑山林区，2005年全镇人均收入3100元。
镇内有国营黑山林场、黑山石灰矿。
自然景观有“黑山云海”、“神龟山”、“老爷岭”等。
土特产品主有山野菜和山药菜两类。山野菜有“蘑菇、刺老芽、蕨菜等；山药材有：刺五加、地龙、山豆根等达百种。 

## 行政区划
现辖：
增产村、富山村、明山村、东胜村、民乐村和胜山村。